# 22.ª Divisão de Voluntários de Cavalaria Maria Theresia
A 22.ª Divisão de Voluntários de Cavalaria Maria Theresia foi uma divisão de cavalaria das Waffen-SS durante a Segunda Guerra Mundial. O seu quartel-general ficava na Hungria, e era composta por voluntários alemães étnicos húngaros. Foi criada em 29 de Abril de 1944 a partir da divisão da 8.ª Divisão de Cavalaria SS Florian Geyer. Combateu na Roménia contra os Soviéticos. Cercada em Budapeste, viria a sucumbir, com a queda da cidade, em 12 de Fevereiro de 1945.

## Composição
- 17.º Regimento de Voluntários de Cavalaria SS
- 52.º Regimento de Voluntários de Cavalaria SS
- 53.º Regimento de Voluntários de Cavalaria SS
- 22.º Regimento de Voluntários de Artilharia SS
- 22.º Batalhão de Reconhecimento Panzer SS
- 22.º Batalhão Anti-tanque SS
- 22.º Batalhão de Engenharia SS
- 22.º Batalhão de Comunicações SS
- 22.º Batalhão de Defesa Anti-aérea SS
- 22.º Tropas de Abastecimentos SS